# ジャンボ

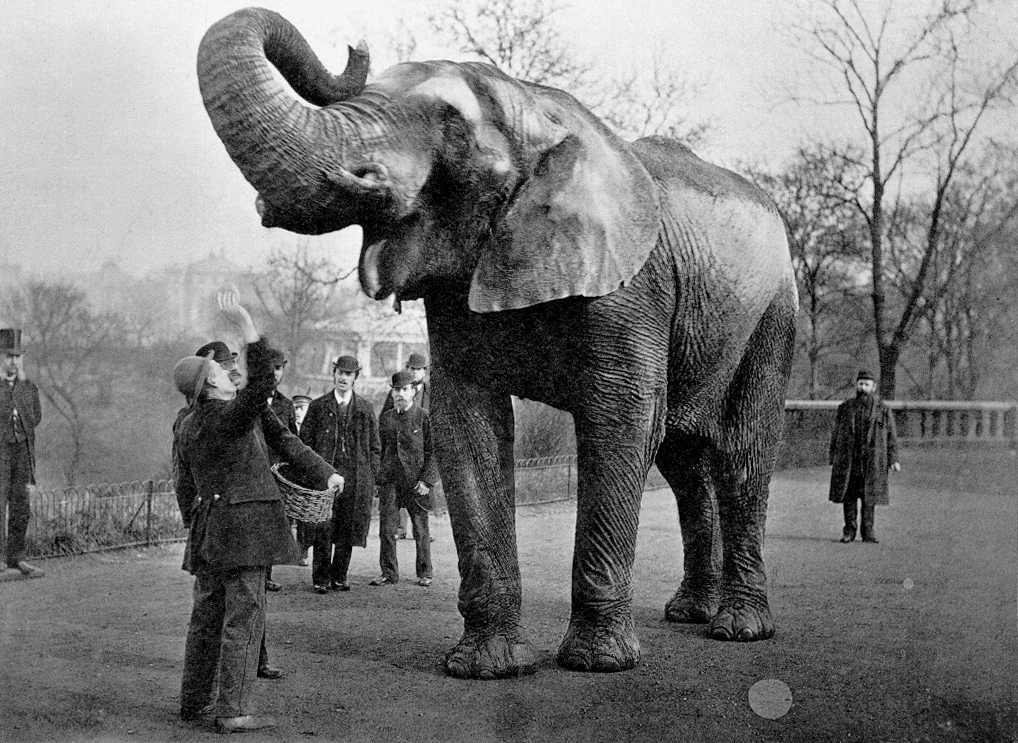
象のジャンボ (1882年頃)

ジャンボ（Jumbo、1861年 - 1885年9月15日）は、実在した著名な象の名前である。「巨大」を意味する言葉「ジャンボ」（たとえばボーイング747旅客機の愛称「ジャンボジェット機」など）の語源となった。

## 生涯
ジャンボは、オスのアフリカ象である。1861年に仏領スーダン（現在のマリ共和国）で生まれたが、そこからフランスに持ち込まれて、パリにある国立自然史博物館付属パリ植物園付設の古くからある動物園で飼育された。1865年には、ロンドン動物園に移され、そこで人を乗せる実演を行うことで有名になった。ジャンボという名前は、ロンドンでの飼育係マシュー・スコットにより名付けられた。この名前は、スワヒリ語の挨拶である"jambo"と酋長を意味する"Jumbe"を合わせたものといわれる（諸説ある）。

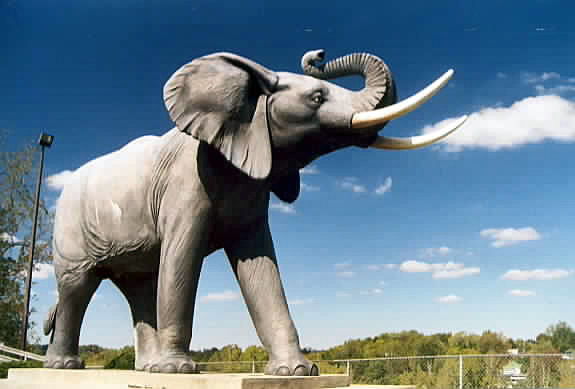
ジャンボの記念像

1882年、ジャンボは、「地上最大のショウ」を名乗ったバーナム・アンド・ベイリー・サーカスの所有者P・T・バーナムに売り渡された。バーナムの宣伝により、ジャンボと云う名前は「巨大」を意味するようになった。ロンドン動物園ではジャンボの体高は3.25mとされていたが、ジャンボ死亡の際には、約4mであったと喧伝された。
ジャンボは1885年、カナダのオンタリオ州セントトーマスの鉄道駅構内で、機関車に衝突されて死亡した。バーナムは「ジャンボが同じサーカスの若い象を機関車との衝突から守ろうとして、代わりに犠牲になったものだ」と喧伝した。現在、事故現場にはジャンボの実物大の像が建てられている。

## 遺体
ジャンボの骨格は、ニューヨーク市にあるアメリカ自然史博物館に寄贈された。一方、ジャンボの皮は剥製にされて、数年間にわたりバーナムのサーカスの巡業に伴われた。その後、1889年にバーナムはジャンボの剥製をタフツ大学に寄贈した。この剥製は大学内で展示されていたが、1975年の火災で焼失し、現在は尾のみが残されている。また、タフツ大学では、バーナムの寄付を記念して、ジャンボを大学のマスコットとしている。

## 検証
2017年にBBC Oneで放映されたドキュメンタリー作品『伝説のゾウ/ジャンボ』では、デイビッド・アッテンボローが司会を務めるとともに、ジャンボの生前や死因について検証を行っている。それにより、当時ジャンボが抱えていた様々な問題が明かされている。
- 干し草やパンなどといった柔らかい餌ばかりを与えられていたために、ジャンボの歯は普通の象のように摩耗せずに奇形となっていた。そのために虫歯や歯周病を疾患しており、ロンドン動物園で飼育されていた頃はそのストレスから夜中に暴れることが多々あり、バーナム・アンド・ベイリー・サーカスに売却されたのは入園客に被害が及ぶのを恐れた当時の園長の判断だったとされている。

- 雄のアフリカゾウとしては牙が短めなのは、歯の痛みからのストレスによって自ら折ったり削ってしまったためとされており、当時のロンドン動物園の園長の自伝にもそのことが述べられている。こうした問題行動に対し、バーナム・アンド・ベイリー・サーカスに売却後もジャンボの飼育員を務めたスコットはウィスキーを飲ませて気を紛らわせていたことを自伝で明かしている。

- 偏食の影響はジャンボの体調にも異常をきたしており、残された尾や骨の調査から死亡する直前は、タンパク質欠乏などの栄養失調に悩まされていたことが明かされている。その影響か定かではないが、死後の解剖では硬貨やマッチ入れ、観客の抜け落ちた歯までも誤飲していたことが判明している。

- 死因について、バーナムの「若い象を庇い機関車と正面衝突した」とする主張については、頭蓋骨の損傷が見られないことから宣伝のための嘘だったと反証している。直接の死因は、事故直後を再現した版画やジャンボの死後すぐに撮影された写真から、「貨車に乗り込もうとした際に反対からやって来た機関車が腰のあたりに激突したことによる内出血」とみられている。

## ジャンボの名がつけられた象
- 『ダンボ』の主人公ダンボの母象として「ジャンボ」が登場する。
- 恩賜上野動物園で2000年まで飼育展示されていたアジアゾウの名前がジャンボであった。